# Calamaria alidae
Calamaria alidae — вид змій родини полозових (Colubridae). Ендемік Індонезії. Вид названий на честь Аліди Брукс, дружини британського колекціонера Сесіла Джосліна Брукса.

## Поширення і екологія
Calamaria alidae відомі за чотирма зразками, зібраним на заході Суматри, в провінціях Бенгкулу і Західна Суматра. Вони живуть у вологих рівнинних тропічних лісах, серед опалого листя.